# Christiane Vulpius
Johanna Christiana Sophia Vulpius (Weimar, 1 juni 1765 - aldaar, 6 juni 1816), bekend als Christiane Vulpius of Christiane von Goethe, was de levensgezel van de Duitse auteur en staatsman Johann Wolfgang von Goethe. Zij kreeg in 1788 een relatie met Goethe en woonde jarenlang met hem samen; ze trouwden in 1806.  
De relatie van de internationaal bewonderde Goethe met een onopgeleide vrouw uit de lagere klassen als Christiane Vulpius werd in zijn kringen gezien als een pijnlijke vergissing; zij werd genegeerd of bespot. Vulpius was nauwelijks betrokken bij Goethes literaire werk of zijn officiële sociale leven. Ze was achter de schermen verantwoordelijk voor alle zaken die met het huis en het huishouden te maken hadden, maar ook voor financiën, de aankoop van grond en de afhandeling van erfenissen. Van de vijf kinderen die Goethe en Vulpius kregen werd alleen hun eerste kind  volwassen  
Letterkundigen en historici hebben lang het negatieve oordeel van Goethe's vriendenkring over Vulpius overgenomen en verder weinig aandacht aan haar besteed. In 1916 werd de omvangrijke briefwisseling tussen Vulpius en Goethe voor het eerst gepubliceerd. Serieuze studies naar haar persoon en naar de rol die zij in het leven van Goethe speelde verschenen vanaf het midden van de twintigste eeuw.

## Jeugd
De familie Vulpius had zich in de 16e eeuw in Weimar gevestigd. Christiane Vulpius' vader, Johann Friedrich Vulpius, had een paar jaar rechten gestudeerd in Jena en kreeg na terugkeer in Weimar een weinig belangrijke en slecht betaalde baan aan het hertogelijk hof. Haar moeder, Christine Margarethe Riehl, kwam uit een redelijk welvarende fabrikantenfamilie. Zij overleed in 1771 toen Christiane zes jaar oud was, waarop een inwonende ongetrouwde tante de zorg voor kinderen en huishouden overnam. Van de kinderen van het echtpaar Vulpius werden alleen Christiane en haar oudere broer Christian August Vulpius volwassen. Ook de kinderen uit het tweede huwelijk van haar vader stierven jong.
Het gezin Vulpius leefde voortdurend op de rand van de armoede, ook omdat Johann Friedrich Vulpius alles op alles zette om zijn zoon naar het gymnasium en de universiteit te kunnen sturen. Het is niet duidelijk of Christiane Vulpius als kind ooit naar school is gegaan; uit haar brieven blijkt dat ze in ieder geval les heeft gehad in schoonschrijven. 

## Kostwinner
De omstandigheden verslechterden toen Johann Friedrich Vulpius in 1782 op beschuldiging van een ambtsmisdrijf werd gearresteerd. Het was de 17-jarige Christiane - en niet haar stiefmoeder of tante - die aan de autoriteiten een verzoek om clementie schreef en ondertekende. Haar vader werd ontslagen en de familie verviel verder in armoede. Christiane Vulpius wist werk te vinden in een atelier dat kunstbloemen van stof maakte. Voor meisjes uit de middenklasse, die niet buitenshuis hoorden te werken, was dit een van de weinige mogelijkheden voor betaald werk. Zij was de belangrijkste kostwinner van het gezin dat na het overlijden van haar vader in 1786 bestond uit haarzelf, haar tante en een stiefzusje. Haar broer studeerde buiten de stad.

## Ontmoeting met Goethe

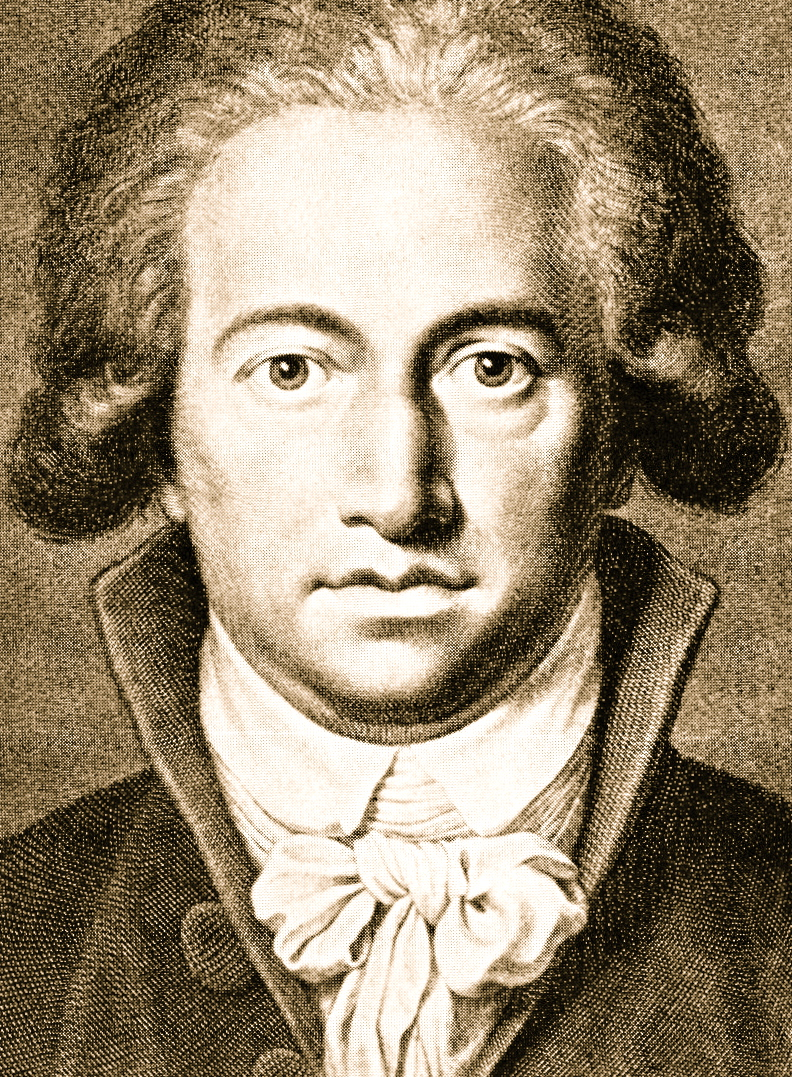
Johann Wolfgang von Goethe, 1791

Johann Wolfgang von Goethe (1749-1832) was in 1774 met de publicatie van de roman Die Leiden des jungen Werthers in heel Europa beroemd geworden. Sinds 1775 woonde hij in Weimar. Hij was in dienst van hertog Karel August van Saksen-Weimar-Eisenach, eerst als geheimraad en later als minister. In 1782 was hij in de adelstand verheven. 
Vulpius ontmoette Goethe op 12 juli 1788; een paar weken eerder was hij na een lang verblijf in Italië in Weimar teruggekeerd. Ze wilde hem een brief overhandigen waarin ze hem verzocht om haar broer, inmiddels afgestudeerd en een beginnend schrijver, aan betaald werk te helpen. Goethe en Vulpius kregen een relatie die eerst angstvallig voor de buitenwereld verborgen werd gehouden. Na een tijdje informeerde Goethe wel zijn werkgever, de hertog. Deze periode in zijn relatie met Vulpius inspireerde Goethe tot een aantal erotische gedichten, die hij pas in 1795 zou publiceren in de Römische Elegien. Later zou hij zeggen dat hij zich sinds 13 juli 1788 als getrouwd man beschouwde, en als 'getrouwd zonder ceremonie.'

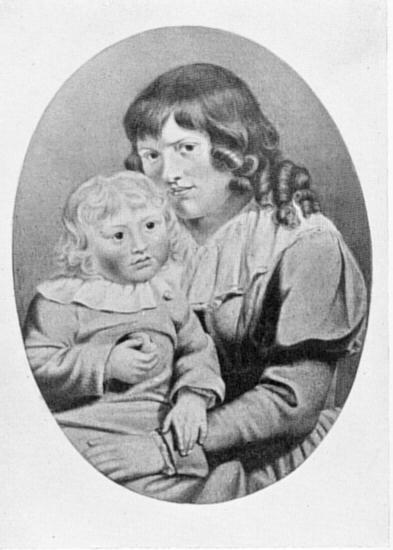
Christiane Vulpius met haar zoon August

## Schandaal
In het voorjaar van 1789 werd de verhouding publiek bekend. De reactie in de hogere kringen in Weimar was negatief: Vulpius was in hun ogen het stereotype 'mooie maar domme' volksmeisje. Dat Goethe een relatie met haar had werd gezien als een teleurstellende vergissing van zijn kant. Goethes hartsvriendin de hofdame Charlotte von Stein en zijn vriend de schrijver en theoloog Herder zagen de relatie als een teken van morele verruwing: een gevolg van het lange verblijf in Italië.
Vulpius werd al snel zwanger. De bedoeling was dat zij bij Goethe zou komen wonen in zijn woning aan het Frauenplan in het centrum van Weimar. De hertog, van wie het huis was, stond dit niet toe omdat zo openlijk ongetrouwd samenwonen een te grote inbreuk op de maatschappelijke normen en waarden zou zijn. Hij stelde net buiten de stad twee jachthuizen ter beschikking waar Goethe en Vulpius hun intrek namen; Vulpius' tante en stiefzuster trokken bij hen in.

## Kinderen
Op 25 december 1789 beviel Vulpius van haar eerste kind, een zoon die naar de hertog August werd genoemd. In die tijd was de geboorte van een buitenechtelijk kind een overtreding, waarvoor vooral de moeder werd bestraft. Vulpius had een geldboete moeten krijgen, gevolgd door een openbare berisping en boetedoening in een kerk. Goethe wist dit via zijn connecties aan het hof te voorkomen. De 'verbanning' uit het centrum van Weimar moet echter wel als een sanctie worden gezien. 
Vulpius zou nog vier kinderen ter wereld brengen die allemaal kort na de geboorte stierven; volgens modern medisch inzicht is er mogelijk sprake geweest van resusantagonisme. Goethe vertelde zijn moeder pas na drie jaar over zijn relatie met Vulpius en het feit dat zij samen een zoon hadden. Toen de twee vrouwen elkaar enkele jaren later ontmoetten bleken ze het goed met elkaar te kunnen vinden. Vulpius kreeg een hechte band met haar schoonmoeder met wie ze, anders dan Goethe zelf, regelmatig correspondeerde. In 1801 liet Goethe zijn zoon echten.

## Samenleven
In 1792 kregen Goethe en Vulpius toestemming om terug te keren naar het huis aan het Frauenplan. Formeel was Vulpius voor de buitenwereld de huishoudster van Goethe maar het was algemeen bekend dat ze zijn levensgezel was. Zij bleef in Weimar onderwerp van roddel en spot.

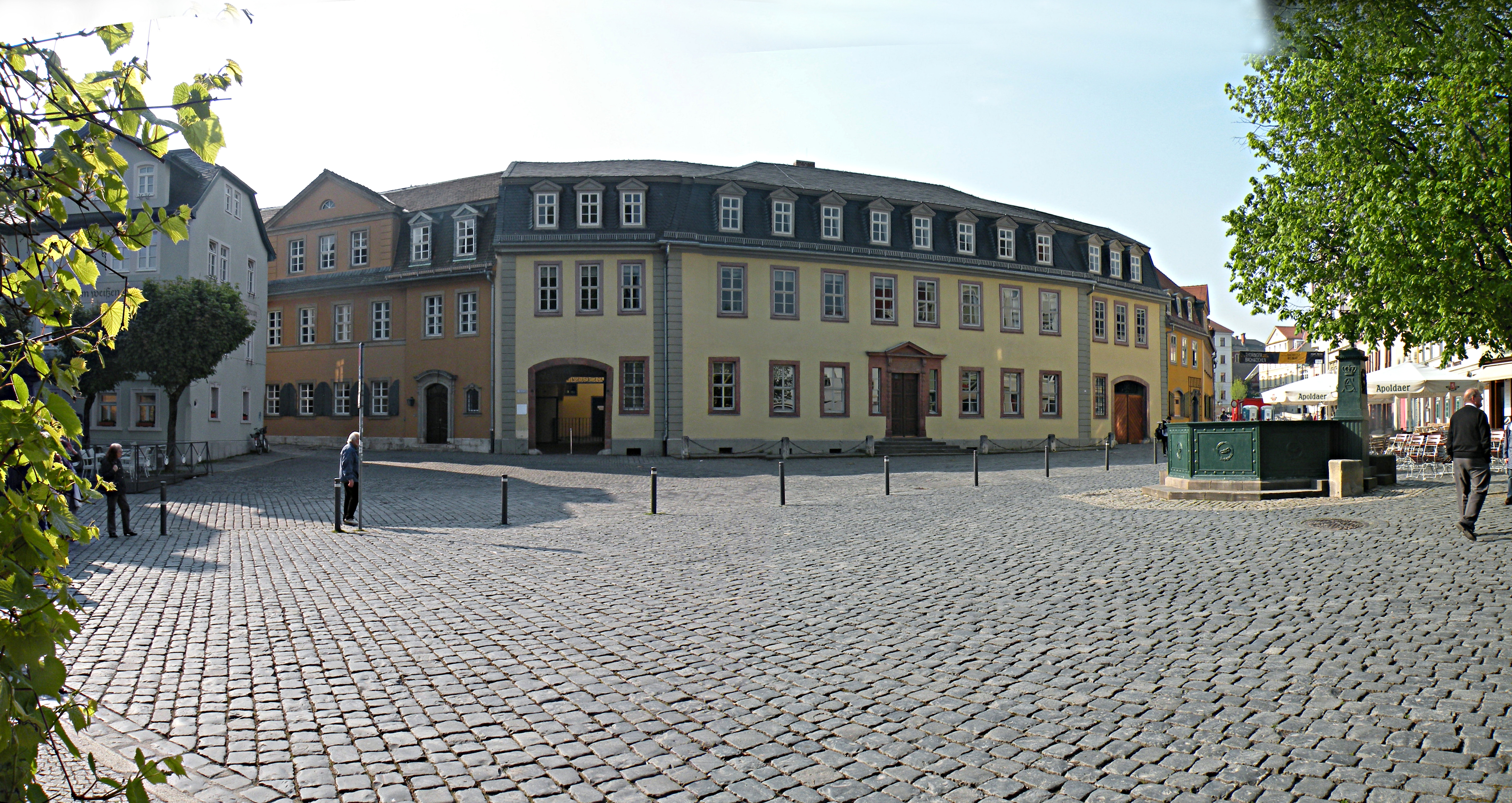
Het huis van Goethe aan de Frauenplan in Weimar

Christiane Vulpius nam in de loop der jaren steeds meer zaken over die Goethe eerder door zijn secretaris had laten regelen. Naast alle zaken die met Goethe's huizen en het huishouden te maken hadden regelde ze ook financiële transacties en aankopen van grond. Na het overlijden van haar schoonmoeder in 1808 reisde zij alleen naar Frankfurt om de afwikkeling van de nalatenschap te regelen. Zij nam geen deel aan het formele publieke leven van Goethe; ook als hij officiële gasten ontving in hun eigen woning bleef zij op de achtergrond. Vulpius was echter een vrolijke en extraverte persoonlijkheid en had een actief eigen sociaal leven in een uitgebreide kring van vrienden en familieleden. Ze hield van het goede leven, ging graag uit dansen en was een groot liefhebber van toneel. Goethe, die uit hoofde van zijn functie verantwoordelijk was voor de theaters in Weimar, had als het om drama ging respect voor haar oordeel.

## Huwelijk
Toen Weimar in 1806 na de Slag bij Jena door Franse troepen was ingenomen dreigden soldaten het huis aan het Frauenplan met geweld te plunderen. Vulpius wist door kordaat en koelbloedig optreden de soldaten buiten de deur te krijgen. Enkele dagen later, op 19 oktober 1806, trouwden Goethe en Vulpius in de Jakobuskerk in Weimar. 

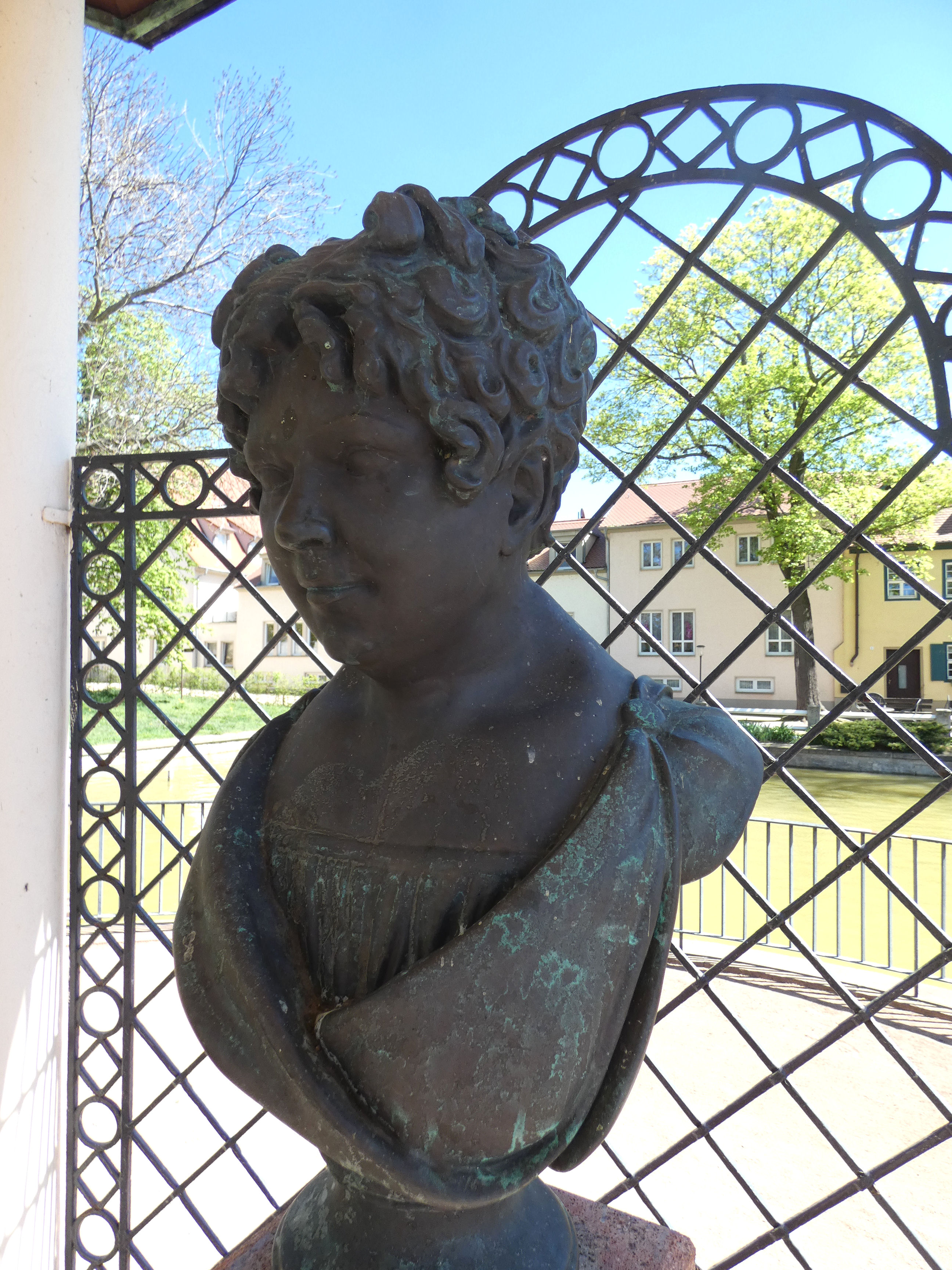
Borstbeeld van Christiane Vulpius in Bad Lauchstadt

Het feit dat Vulpius nu officieel mevrouw von Goethe was betekende niet dat ze probleemloos werd geaccepteerd in de hogere kringen in Weimar. Goethe wist een dag na de bruiloft de als liberaal bekend staande Johanna Schopenhauer over te halen hem met zijn vrouw voor de thee te ontvangen. Zij zei hierover: ‘Als Goethe haar zijn naam geeft, kunnen wij haar toch minstens een kopje thee geven.’ Als vrouw van een geheimraad (en na 1815 minister) mocht Vulpius nu bijeenkomsten aan het hof bijwonen; bij sterfgevallen in de hertogelijke familie droeg zij hofrouw. Toch bleven de hogere kringen in Weimar afwijzend; met name Charlotte von Stein en Charlotte von Schiller, de weduwe van Goethes boezemvriend Friedrich Schiller, waren zeer uitgesproken in hun afkeer. Buiten Weimar was het oordeel over Vulpius veel positiever.

## Laatste levensjaren, overlijden
De relatie tussen Vulpius en Goethe bleef altijd goed, al leefden ze de laatste jaren van haar leven meer naast elkaar dan met elkaar. Goethe was vaak op reis en verbleef veel in Jena.  Vulpius bezocht regelmatig kuuroorden. Ze correspondeerden veel met elkaar en de toon in hun brieven was over en weer zorgzaam en hartelijk. Goethe had in deze tijd een aantal intense vriendschappen met jonge vrouwen die zijn werk bewonderden. Dit leek Vulpius niet echt te storen maar met een van hen, Bettina von Arnim, had zij in 1811 een pijnlijke woordenwisseling, waarop Goethe de vriendschap met Von Arnim verbrak. Het incident leidde tot een nieuwe vloed van roddels en kritiek op Vulpius en maakte haar positie in Weimar niet makkelijker.
Met de gezondheid van Vulpius ging het na 1814 bergaf en in de zomer van 1815 werd ze ernstig ziek; ze kreeg een beroerte en leed aan een nierkwaal. Ze stierf op 6 juni 1816. Goethe was op dat moment in Weimar maar liet zich, net als bij de dood van zijn vriend Schiller tien jaar eerder, niet aan het sterfbed zien. Hij ontbrak ook bij de begrafenis - Goethe meed begrafenissen in het algemeen.

## Nagedachtenis
Ter ere van de honderdste sterfdag van Christiane Vulpius werd in 1916 de correspondentie tussen haar en Goethe uitgegeven: 247 brieven van Vulpius aan Goethe en 354 brieven van Goethe aan Vulpius zijn bewaard gebleven. 
Letterkundigen en historici behandelden Vulpius lang als een storende voetnoot in de biografie van Goethe en herhaalden negatieve commentaren van tijdgenoten. Pas in de tweede helft van de twintigste eeuw werd er serieus onderzoek gedaan naar de persoon Vulpius en de rol die zij in het leven van Goethe speelde.

## Publicaties
- J.W. von Goethe en J.C.S. von Goethe - Vulpius. Goethes Briefwechsel mit seiner Frau; hrsg. von Hans Gerh. Graef. 1916.